# Утро в сосновом лесу
«У́тро в сосно́вом лесу́» — картина русских живописцев-реалистов Ивана Шишкина и Константина Савицкого, подписанная и датированная 1889 годом; одно из наиболее популярных полотен Шишкина, один из самых известных пейзажей в истории русского искусства. Является частью собраний Третьяковской галереи в Москве (инв. 841), выставляется в 25-м зале в историческом здании галереи на Лаврушинском переулке, 10. Техника исполнения произведения — масляная живопись на холсте, размер полотна — 139 × 219 см.
По устоявшейся версии , замысел композиции был предложен Шишкину Савицким, который в итоге стал соавтором полотна и по ранее нарисованным Шишкиным эскизам он написал медведей, таким образом введя в пейзажное полотно — элемент анималистической сюжетности, способствовавший дальнейшей популярности картины. Вскоре после создания картина была приобретена у авторов промышленником и меценатом Павлом Третьяковым за четыре тысячи рублей, из которых четвертая доля досталась Савицкому; вслед за тем коллекционер распорядился замазать подпись Савицкого на полотне (по другой версии, это было сделано самим Савицким), из-за чего в последующей библиографии картина связывается единолично с Шишкиным.

## История
Предположительно, замысел картины был подсказан Шишкину Савицким, который позже выступил в роли соавтора и изобразил фигуры медвежат (по эскизам Шишкина). Эти медведи с некоторыми различиями в позах и количестве (сначала их было двое) фигурируют в подготовительных рисунках и эскизах (например, в Государственном Русском музее хранятся семь вариантов карандашных набросков Шишкина). Животные получились у Савицкого столь удачно, что он даже расписался на картине вместе с Шишкиным. Сам Савицкий сообщил родным: «Картина продана за 4 тысячи, и я участник в 4-ю долю».
Приобретя картину, Третьяков снял подпись Савицкого[уточнить], оставив авторство за Шишкиным. По словам коллекционера, в картине всё, «начиная от замысла и кончая исполнением, всё говорит о манере живописи, о творческом методе, свойственных именно Шишкину».

## Отзывы критиков
В описи галереи изначально (при жизни художников Шишкина и Савицкого) картина значилась под названием «Медвежье семейство в лесу» (и без указания фамилии Савицкого).
Русский прозаик и публицист В. М. Михеев в 1894 году писал так:

«Уйдите взглядом в этот седой туман лесной дали, в „Медвежье семейство в лесу“… и вы поймете, с каким знатоком леса, с каким сильным объективным художником имеете дело. И если цельности вашего впечатления помешает что-нибудь в его картинах, то никак не деталь леса, а, например, фигуры медведей, трактовка которых заставляет желать многого и немало портит общую картину, где поместил их художник. Очевидно, мастер — специалист леса далеко не так силён в изображении животных».

## В массовой культуре
Репродукции «Утра в сосновом лесу» широко тиражировались в СССР. Впрочем, это началось ещё до революции, в частности уже с XIX века репродукция воспроизводится на обёртке шоколадных конфет «Мишка косолапый», созданной художником Мануилом Андреевым. Благодаря этому картина хорошо известна, нередко — под названием «Три медведя» (хотя животных на картине четверо). Из-за такой конфетно-обёрточной растиражированности картина стала восприниматься на советском и постсоветском культурном пространстве как элемент китча. Картина упоминалась в фильме «Карнавальная ночь» под названием «Медведи на отдыхе», когда речь шла о новогодней декорации театра.

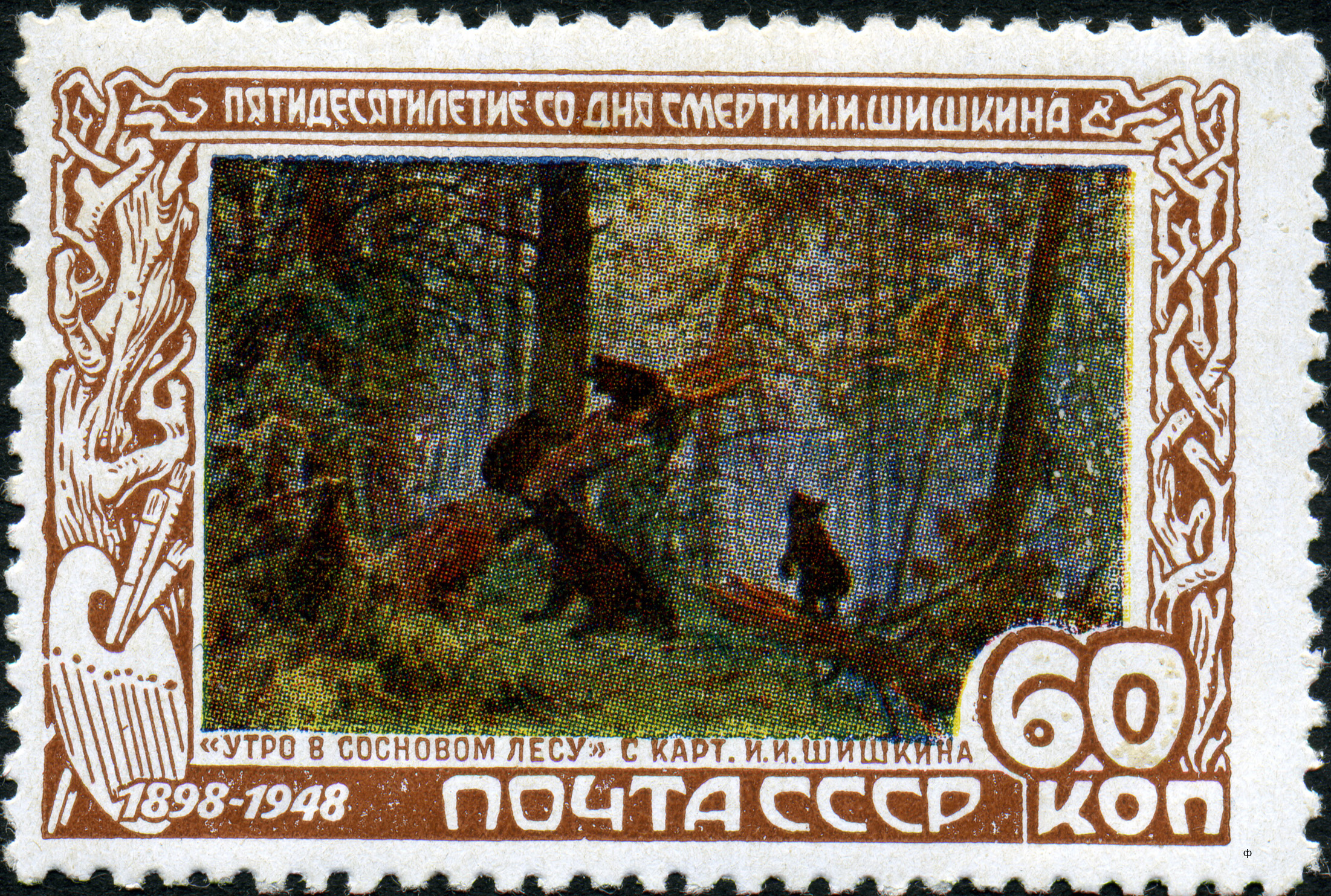
Почтовая марка СССР 1948 года номиналом 60 копеек из выпуска «50 лет со дня смерти художника И. И. Шишкина». На марке изображена картина И. И. Шишкина «Утро в сосновом лесу» 1889 года.
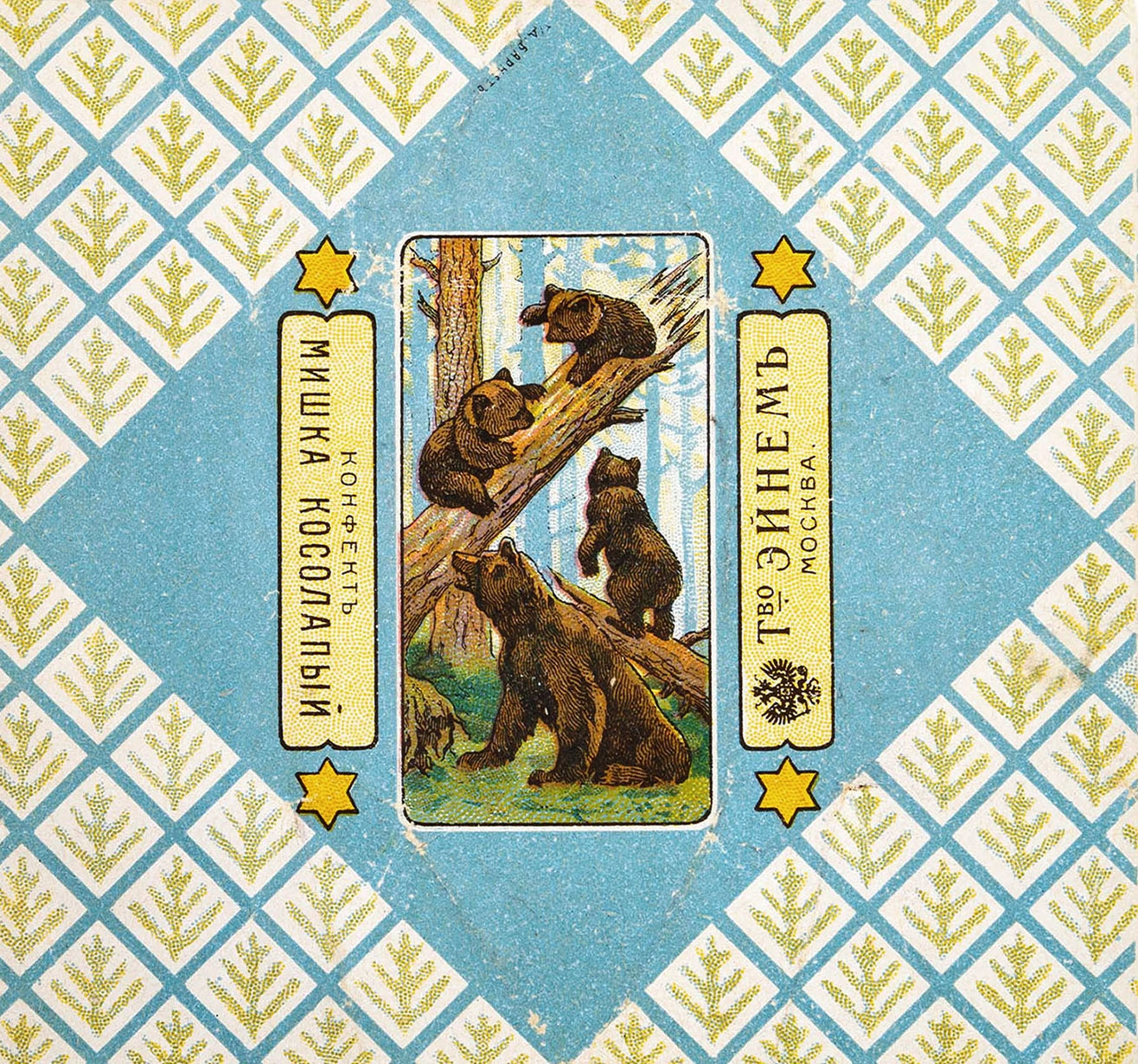
Обёртка конфеты «Мишка косолапый»